# Janet Thornton
Janet Maureen Thornton (* 23. května 1949) je britská bioinformatička a vedoucí vědecká pracovnice Evropského institutu bioinformatiky (EBI), který je součástí Evropské laboratoře molekulární biologie (EMBL). Je jedním z nejvýznamnějších vědců na poli strukturální bioinformatiky. Zaměřuje se především na použití výpočetních metod k zjištění struktur a funkcí proteinů. Od října 2001 do června 2015 byla ředitelkou EBI. Byla také jedním z hlavních představitelů iniciativy ELIXIR (European life-sciences Infrastructure for biological Information).

## Vzdělání
Po absolvování studia fyziky na Nottinghamské univerzitě získala Thorntonová magisterský titul v oboru biofyzika na londýnské King's College a své studium završila v roce 1973 doktorátem z biofyziky na Národním institutu pro lékařský výzkum (National Institute for Medical Research v Londýně.